# 騎楼

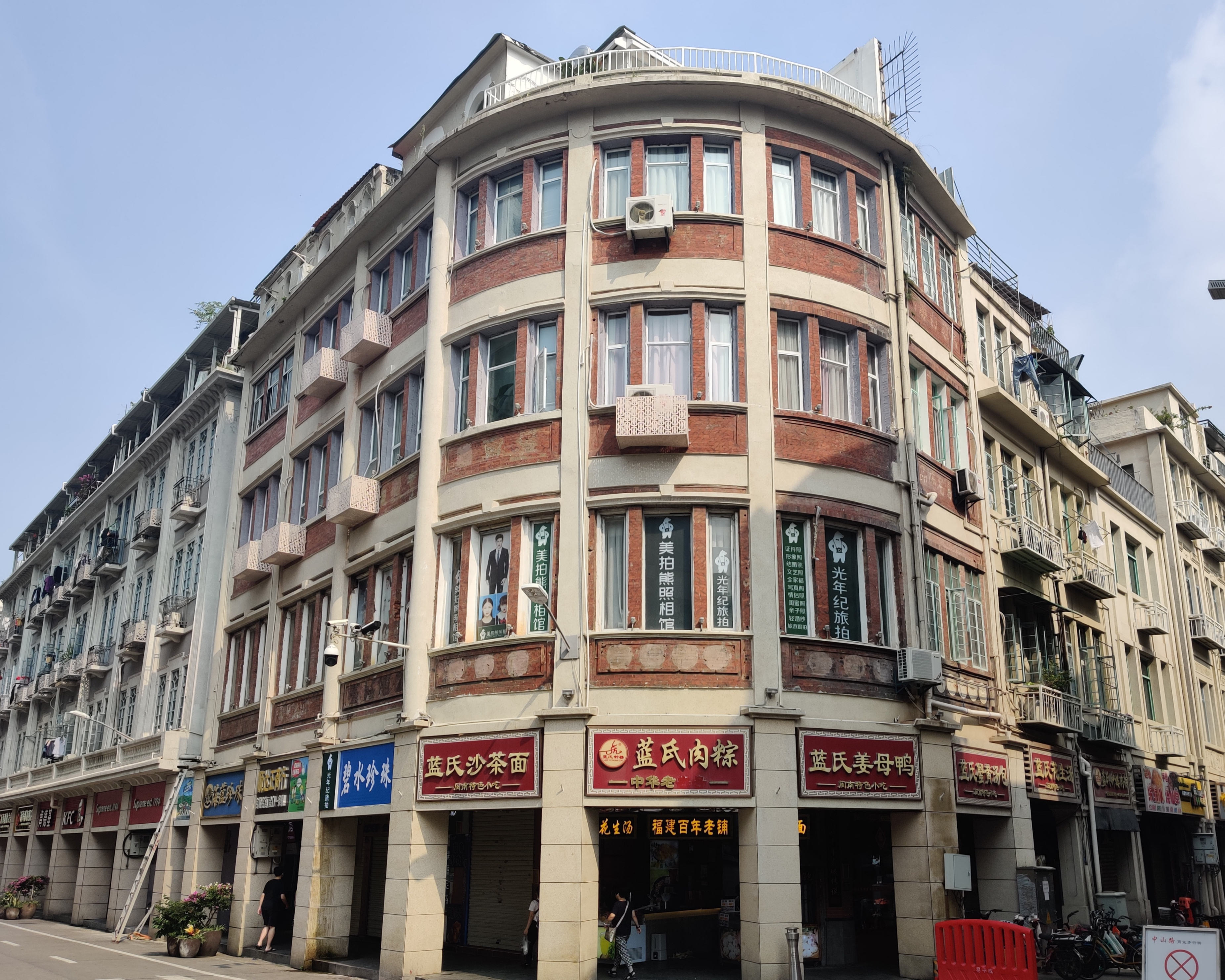
厦門中山路の騎楼

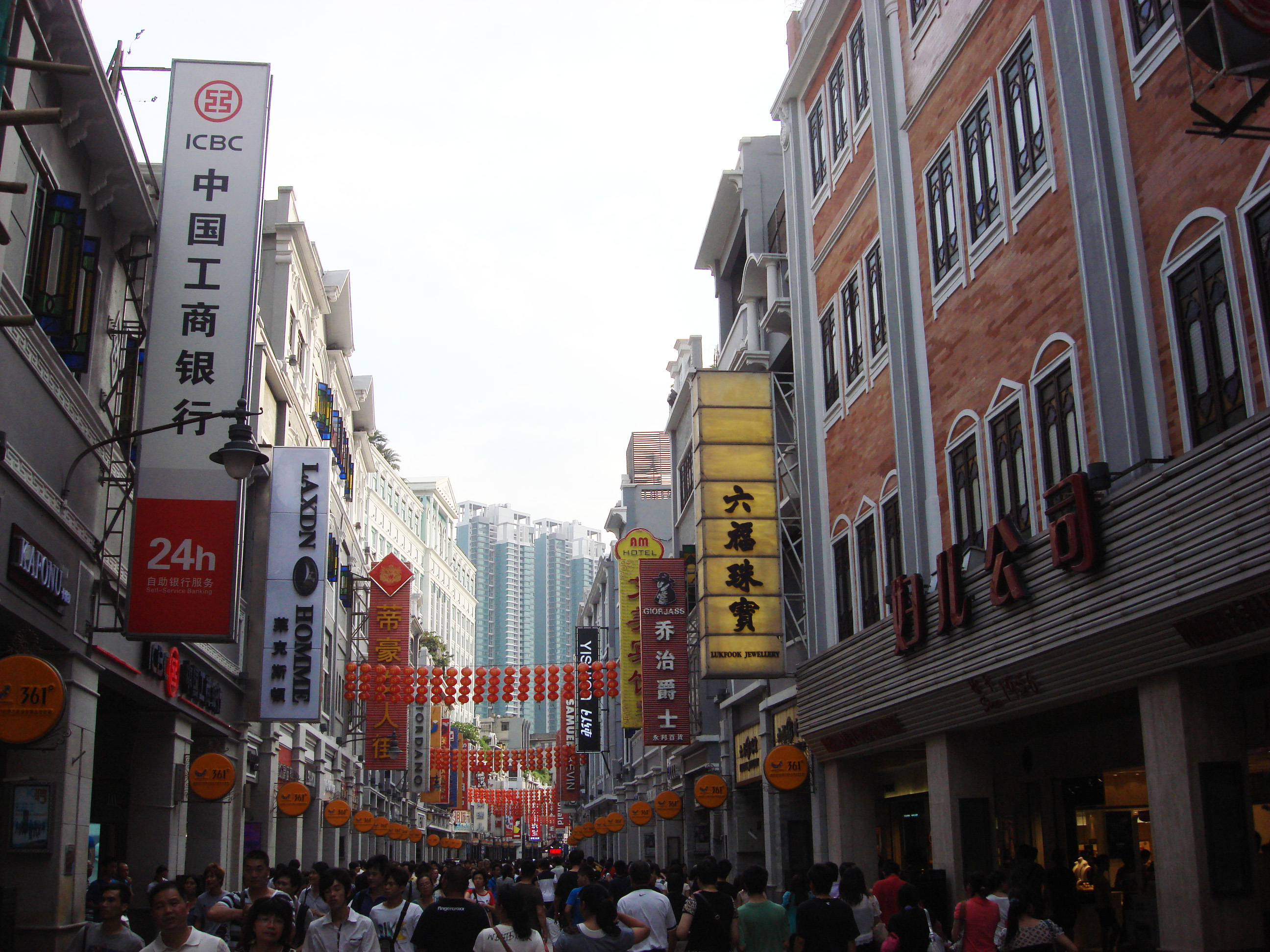
広州上下九路の騎楼

騎楼（きろう、拼音: qílóu; イェール式広東語: kèh láu）とは、主に華南地域・東南アジア一帯に見られる回廊式の建築様式の一種である。建築物1階の街道に面した部分に半公共的なスペースを設け、その上に2階部分が張り出される。同様の建物が連続することで、街道の両脇には雨風を気にせず通行できる半屋外空間が生み出される。2階部分が1階に「乗っかっている（騎）」ように見えることから、「騎楼」と称される。
中華圏では、騎楼は華南に特徴的な建築形式であり、ショップハウス（店屋）の建築として用いられる。こうした地域では、騎楼の1階は商業スペースとして、2階は住宅スペースとして用いられることが一般的である。騎楼の生み出す空間は、雨や日差しを遮ると同時に、商売の呼び込みに便利なディスプレイ空間にもなっている。
台湾では日本統治時代の1900年起から、建築法規、都市計画法規、県や市の建築自治条例により、一定の要件下で建築物には騎楼あるいは無遮簷人行道（庇の無い通路）を設けなければならないと規定していた。道路交通管理処罰条例では、騎楼は「道路」および「歩道」として管理の対象となっている。そのため、騎楼は台湾においては私有かつ公用の公共歩道として扱われ、その所有者であっても空間を占有したり、車を停めるなどして通行の邪魔をしてはならない。

## 名称
騎楼は広東語では「露臺（バルコニー）」あるいは「唐楼」と呼ばれ、東南アジアでは五脚基（五脚砌、英語: Five-foot way、福建・潮州系マレーシア華人の呼称に由来）、台湾では亭仔跤あるいは亭仔腳、客家話では店亭下などとも呼ばれる。

## 起源

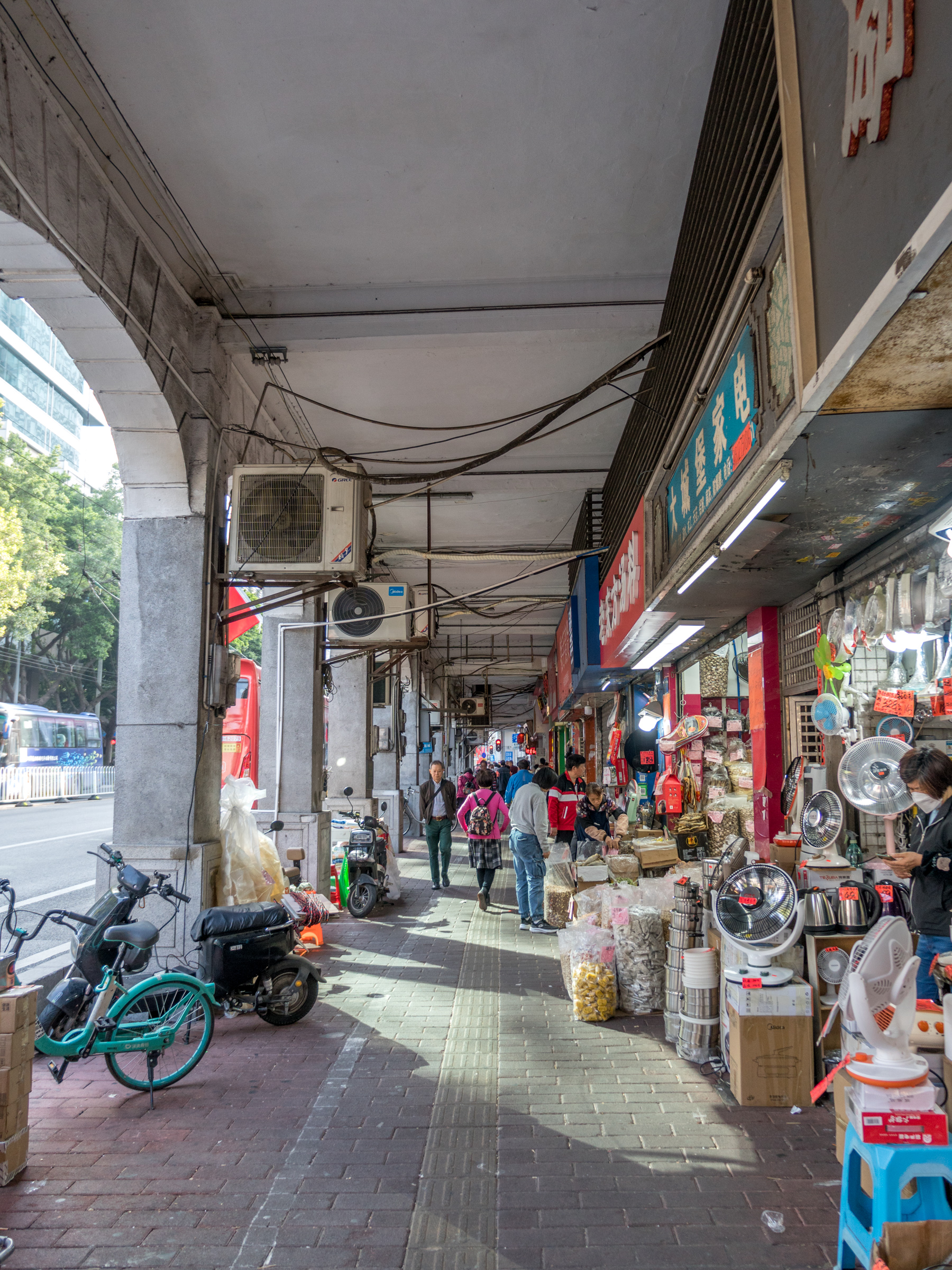
広州市中山六路の騎楼下にある歩行者空間

18世紀後半、イギリス人がインド東部カルカッタ近郊のベニアプクル（ベンガル語: বেনিয়াপুকুর）に来た際、現地の気候は非常に暑く、イギリス人はそれに慣れていなかった。そこで彼らは家の前にベランダを設け、太陽の眩しさを遮り、涼しい環境を作り出したのだが、それはすぐに地元の人々にも真似された。「ベランダ」の語源はポルトガル語の「varanda」であるとか、「varanda」はベニアプクルの方言に由来し、イギリス人はこれを「langfang（廊房）」と呼んだと言われる。こうした直射日光を遮るための建築は、イギリスの植民地帝国が南アジア、東南アジア、北東アジア、中国へと拡大するとともに伝播していった。アヘン戦争後には香港・広州、更には北の厦門や西の広西へも伝えられた。そういう意味で、騎楼建築はヨーロッパ建築と東南アジア地域の特徴が結合した建築様式であるといえる。
類似の建築としては伝統的な抱廈（廍口、敞軒とも。日本では向唐破風として発展）があり、華北では屋根として作られることが多いのに対して、華南では多くが通路（渡り廊下）として作られている。最大の違いは抱廈には騎楼とは異なり、上層に生活居住空間等がない平屋造りになっている点である。

## 分布

### 中国大陸

#### 広東省

##### 広州

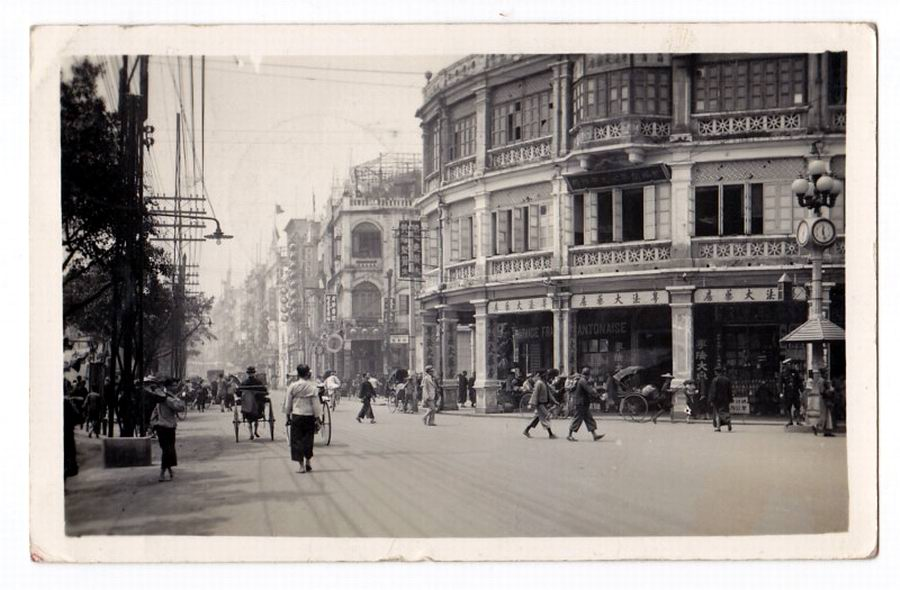
靖海路〜長堤大馬路の騎楼

広州市の騎楼は20世紀の1920年代より大規模に建設されるようになった。多様な形式があり保存状態も良好なので、広東式騎楼の代表格である。民国11（1922）年『廣州市內不準建築騎樓之馬路表』および民国19（1930）年『取締建築章程』により、現在に至る枠組みが形成された。1990年代には広州市政府は大型建設に没頭し、中山路、寶華路、解放路、六二三路の騎楼が前後して大量に破壊され、その歴史的景観は不可逆的に破壊された。21世紀になると、広州政府は騎楼街区の取り壊しに厳しい制限を課すようになり、2014年に策定され、2023年以降改定中の「広州市歴史文化名城保護規劃」の中でも騎楼街区の保護に関する内容が大部分を占めている。広州市区に現存する騎楼街は全部で36ヶ所あり、長さは合計20km以上に達し、約10平方キロメートルの旧市街区に集中している。例えば、茘湾区には人民路、上下九、第十甫路、長寿路、恩寧路、龍津路、長堤があり、越秀区には文明路、德政路、豪贤路、文德路、東華東路と東華西路からなる北京路、大南路、一徳路、起義路、海珠路などがある。また、海珠区には同福路、南華東路、南華中路、南華西路に一部騎楼が残されている。

##### 東莞

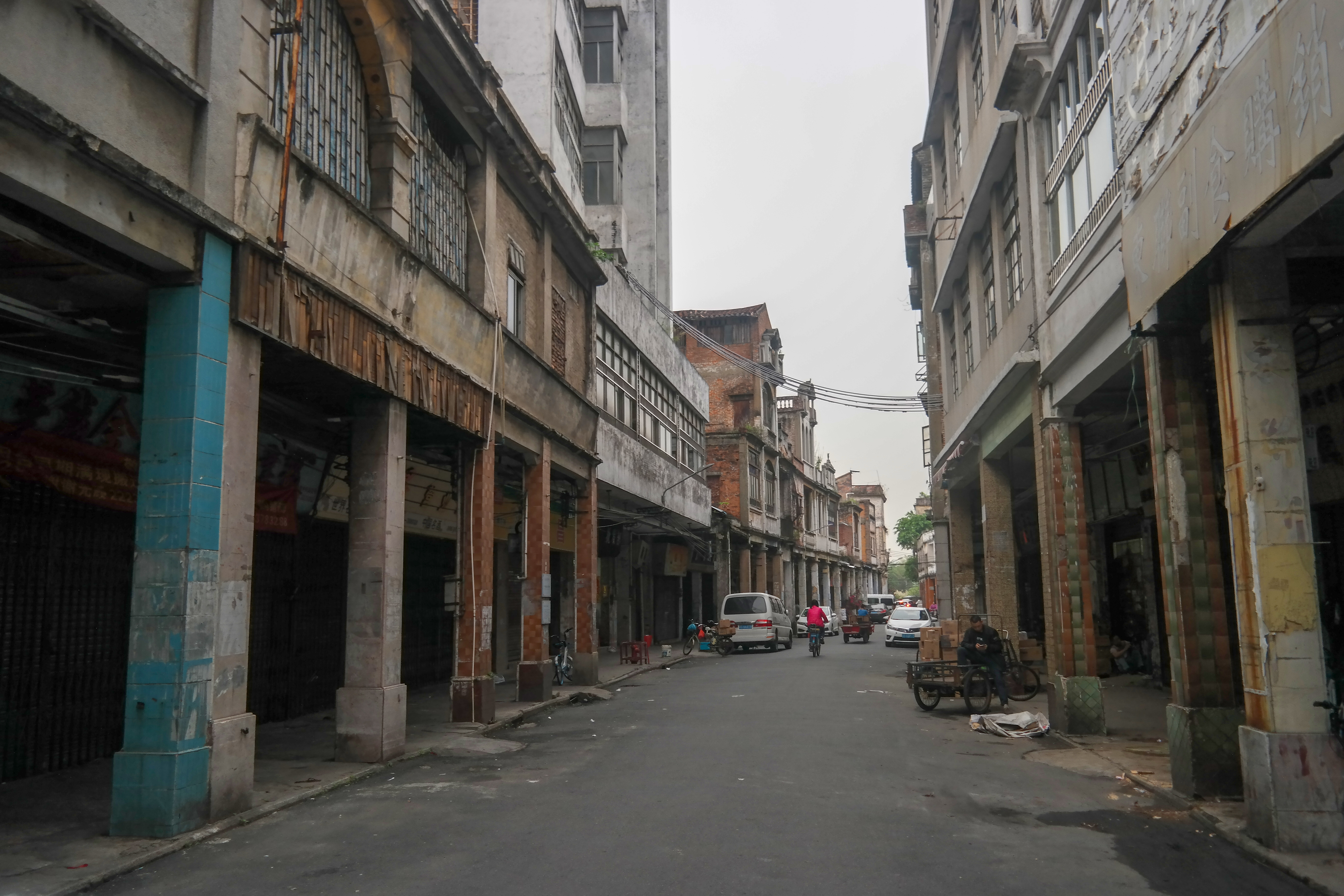
東莞市中興路の騎楼

東莞市莞城区には、中興路〜大西路にかけての歴史建築群と、市橋路一帯に騎楼が存在する。

##### 江門

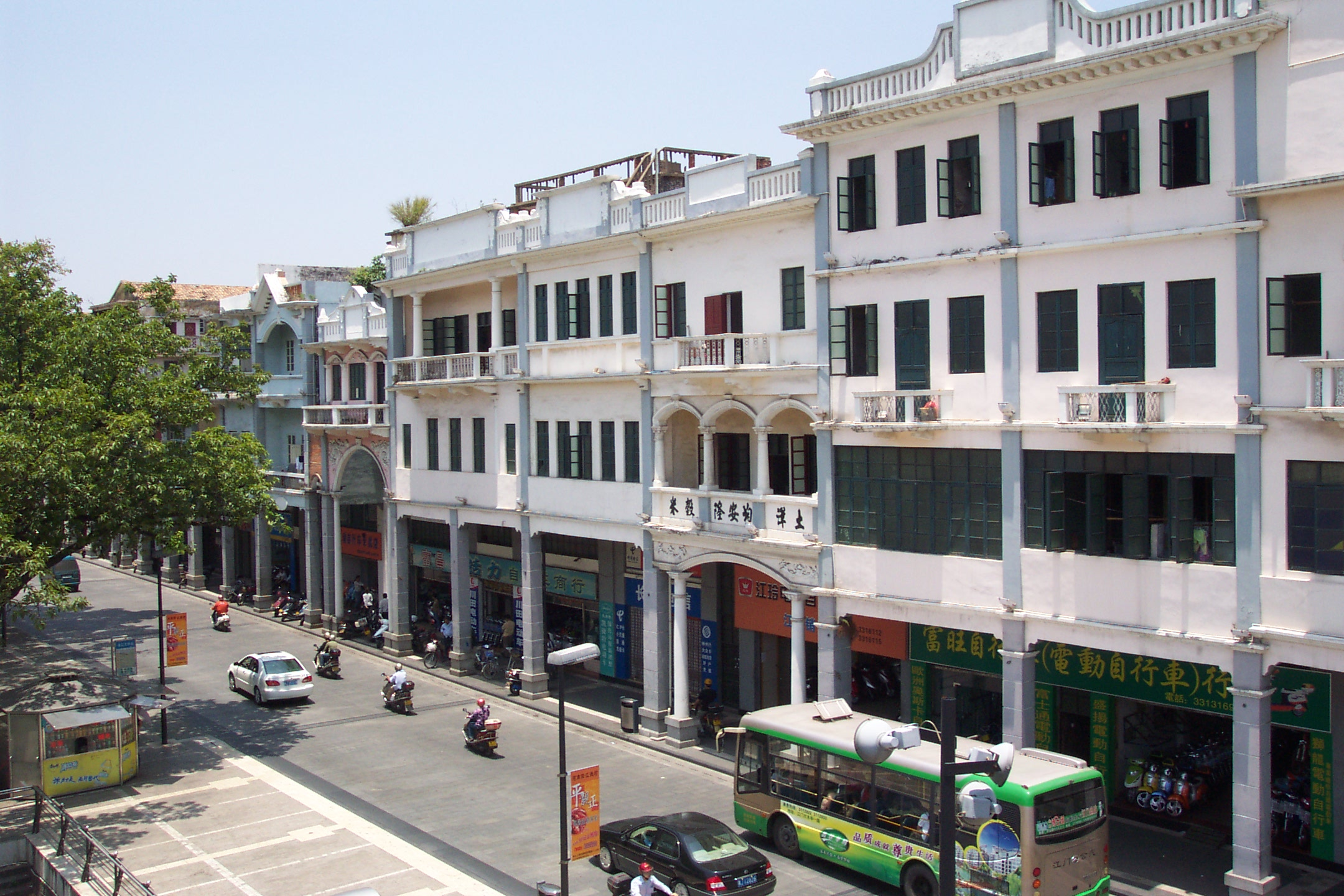
江門市長堤路の騎楼

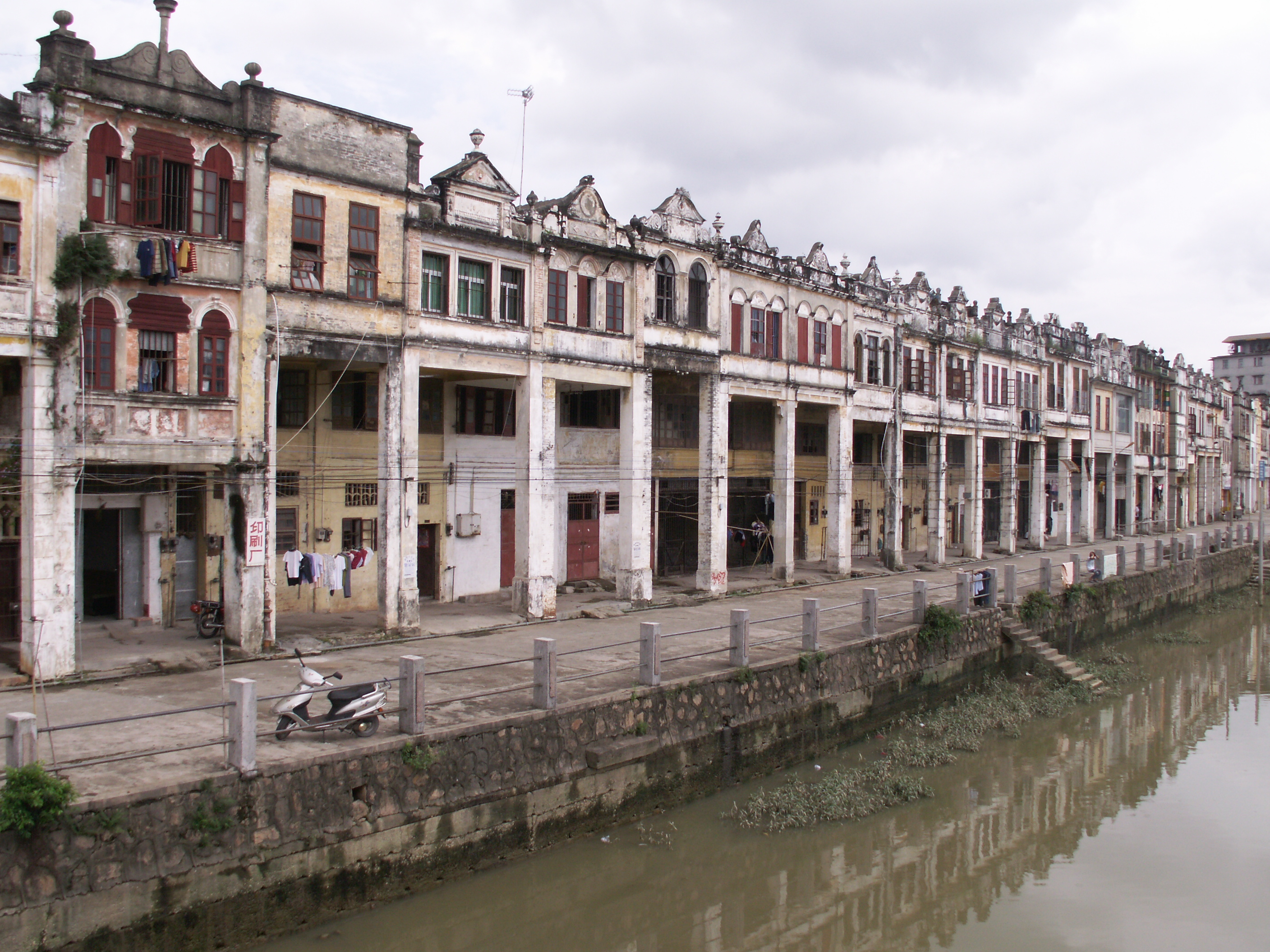
開平赤坎の騎楼

民国時期、華僑による投資と商工業の発展により、江門の五邑地区は広東省のみならず、全国でも有数の経済発展を遂げた地域であった。そのため、騎楼は江門一帯の広い範囲に分布している。江門市中心部にも騎楼はあり、現在ではその一部分を利用して江門長堤風貌街が作られている。
県級市である台山市は華僑により投資がなされ、騎楼も多くが西洋風の意匠である。しかし、十分に修繕や保存がなされておらず、次第に老朽化が進んでいる。台山市政府が所在する台城街道は、民国期には「小広州」と称された場所であり、18kmを超える騎楼街が形成されている。騎楼建築は1,000棟以上あり、バロック、ロココ、ルネサンス、南洋、中国伝統檐廊式など様々な建築様式が見られる。端芬鎮には1931年に贸易市场として建設された汀江墟（梅家大院）があり、周潤発主演の映画「さらば復讐の狼たちよ」ロケ地として有名になった。その建築は、騎楼を「回」の字状に連結したものである（zh:汀江圩華僑近代建築群）。
このほか、一定規模の騎楼建築群が開平市の三埠、水口鎮、赤坎鎮、台山市の広海鎮、公益鎮（現在は大江鎮に合併）、水歩鎮、大江鎮、斗山鎮、四九鎮等等に存在する。

##### 汕頭

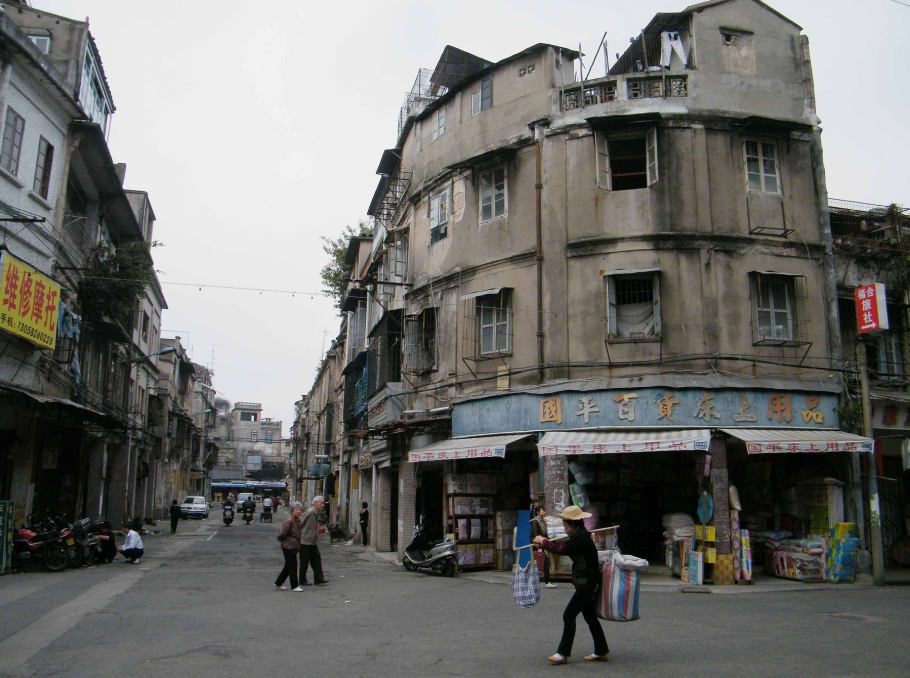
汕頭旧市街の騎楼

汕頭市の旧升平区（現在は金平区）は全地域が五脚砌で構成されており、中国大陸では最大の騎楼群であるが、その知名度は低い。澄海区中山路（現地では鞋街と呼ばれる）の両側は元々五脚砌であったが、すでに建て替えられている。潮陽区棉城にも五脚砌があったが、残されているものは僅かである。潮南区両英鎮（県級単位である南山管理局の元所在地）の紫雲路、中山路、南京路等の市街地は両側が五脚砌で構成されており、陳店鎮の中華路附近一帯にも五脚砌が数多く見られる。

##### 潮州
潮州市湘橋区の伝統商業街である太平路、義安路、昌黎路、西馬路沿いにある建築の多くは五脚砌である。

##### 揭陽
揭陽市榕城区中山路一帯の建築は多くが五脚砌である。

##### 汕尾
汕尾市中心部の三馬路（大街）の建築は騎楼で構成されている。

##### 中山

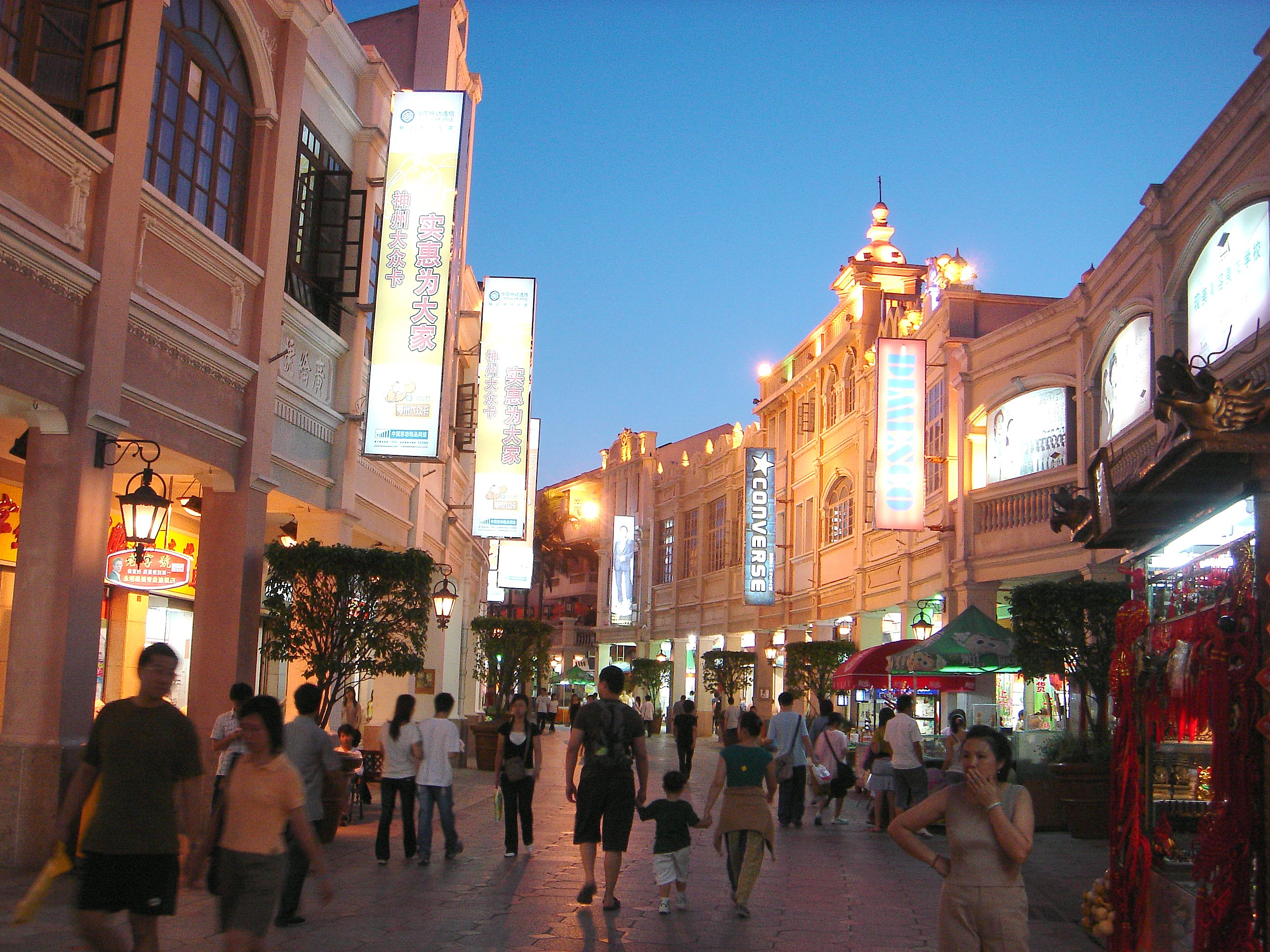
中山十景のひとつ、老街新韵

「老街新韵」は中山市石岐区の孫文西路を指す。この街路は隋唐以来800年の歴史を持つ老街である。孫文西路はかつては迎恩街と呼ばれており、1925年に孫中山先生を記念して孫文路と改称された。現存する歴史建築の多くは清朝および民国期のもので、通常は帰国華僑によって建てられたものである。その建築様式はヨーロッパのコロニアル様式と嶺南騎楼の様式をミックスしたもので、建築学上では「南洋風建築」と呼ばれている。ランドマークとしては「中国銀行」時計塔と「思豪大酒店」があり、一帯の建物の中で最も高く、最も荘厳である。1997年以来、政府は孫文西路の修復に多額の資金を投入し、レジャー、ショッピング、娯楽に適した場所として整備した。今では中山で最も賑やかな商業街のひとつとなっている。

##### 恵州
恵州市恵城区は伝統的に街路沿いの建築物の多くが騎楼であり、現在は水東街に多く保存されている。

#### 福建省

##### 厦門

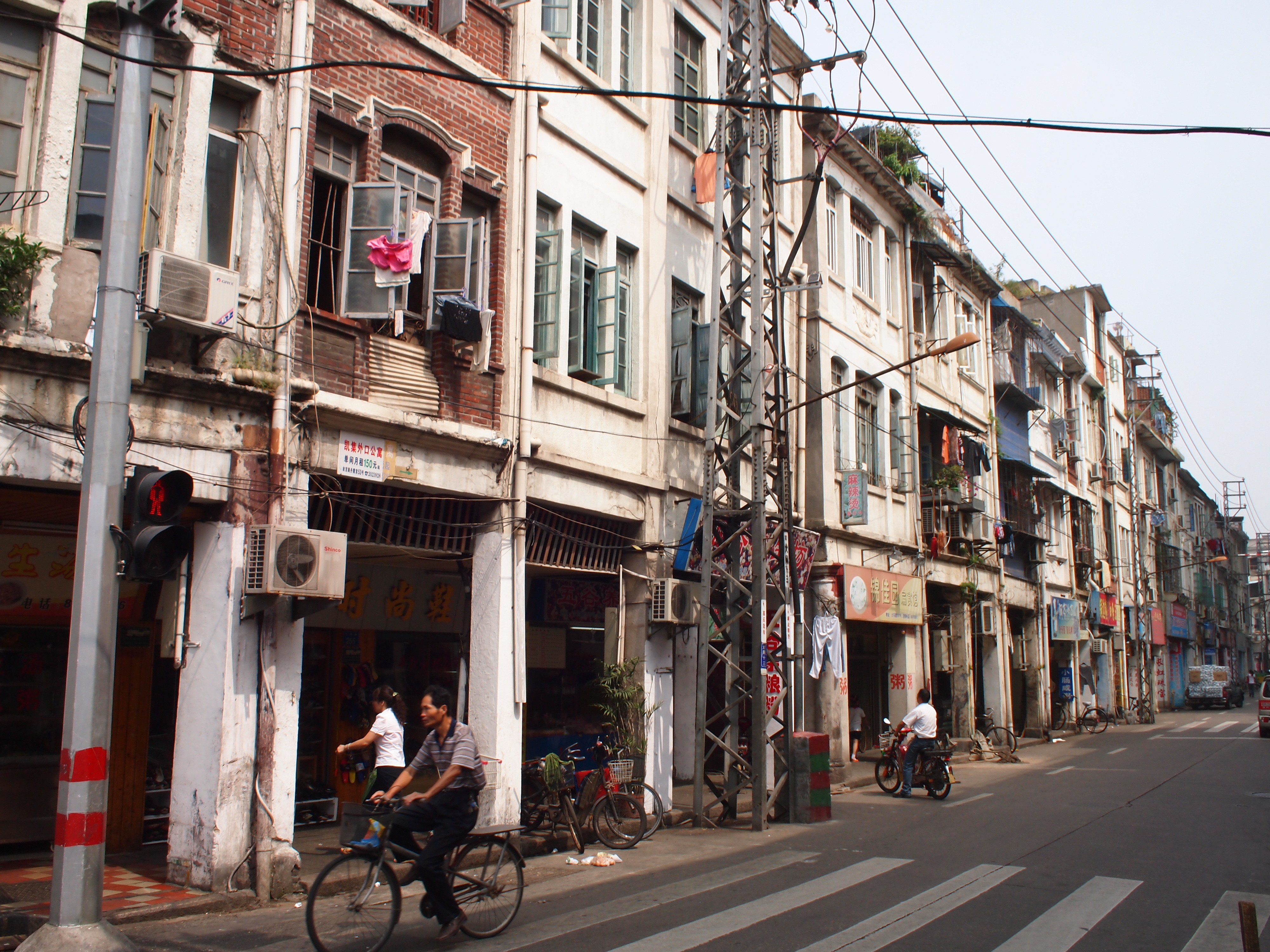
厦門大同路の騎楼（2010年撮影）

1920年、厦門市政会は新市街建設の計画時に、騎楼を市街の主要建築様式として採用し、ピンクと乳白色を基調とした配色とした。閩南の他都市の騎楼街の発展とは異なり、厦門ではその機構条件や交易活動といった特徴により、騎楼街はネットワーク上に分布し、沿海部の港湾区域に次第に形成されていった。その中で、南北方向に延びる主なものは2つあり、一つは思明南路、思明北路であり、もう一つは開禾路、横竹路、鎮邦路、水仙路である。東西方向に延びる主なものは、厦禾路、開元路、大同路、思明西路、中山路の5つである。現在、旧市街の改造に伴って厦門の騎楼はほとんどが取り壊され、または改築されており、中華街道、厦港街道、鷺江街道だけが騎楼の面影を残している。

##### 泉州
泉州市中山路の歴史は長く、1920年代から列柱式騎楼建築が建設されていった。全長は約2.5km、その建築文化は豊かであり、泉州伝統的住宅建築の特徴と、舶来の建築文化のエッセンスが融合している。歴史的な中西合璧の成功事例であり、高い芸術的・学術的価値を有している。2000年、この著名な中山路古街の歴史的景観を保護するため、泉州市政府は「中山路整治与保護」プロジェクトを実施した。2001年、このプロジェクトはユネスコアジア太平洋文化遺産保全賞の優秀賞を受賞し、これは福建省の建築物で初受賞の栄誉であった。審査団は、このプロジェクトの「1マイル延長保存」が新しいパラダイムを創造したことを評価した。2010年、泉州中山路は「中国十大歴史文化名街」に選ばれた。

##### 漳州
漳州市旧市街にも閩南式騎楼が大量に残されている。これらは1918年から1921年にかけて、陳炯明、周醒南らが中心となって漳州旧市街の改造を行った際の産物である。

#### 広西チワン族自治区
以下は広西チワン族自治区の都市である。

##### 梧州
梧州にも広州に類似した様式の騎楼が残り、現存する騎楼街は22条、全長7km、そのうち最長のものは2,530mに達する。騎楼建築は560棟ある。
梧州騎楼の大きな特徴は「水門」と「鉄環」である。堤防建設以前は洪水の季節になると梧州市街はしばしば水没していたため、街路沿いの騎楼2階部分には一般に住民の出入りや市街地を周遊する露天商の小舟から生活用品を購入するための水門が設けられていた。街路沿いの騎楼には、レンガ柱上に鉄環が高低1つずつ取り付けられているが、これは洪水時にロープを用いて船舶を係留するためのものである。
現在梧州市の騎楼群は龍母廟景区として国家4A級景区に指定されている。。

##### 南寧
南寧市旧市街の解放路、民生路、興寧路、中山路、共和路には広く騎楼が分布している。

##### 北海
北海市にも騎楼が存在している。

#### 上海市

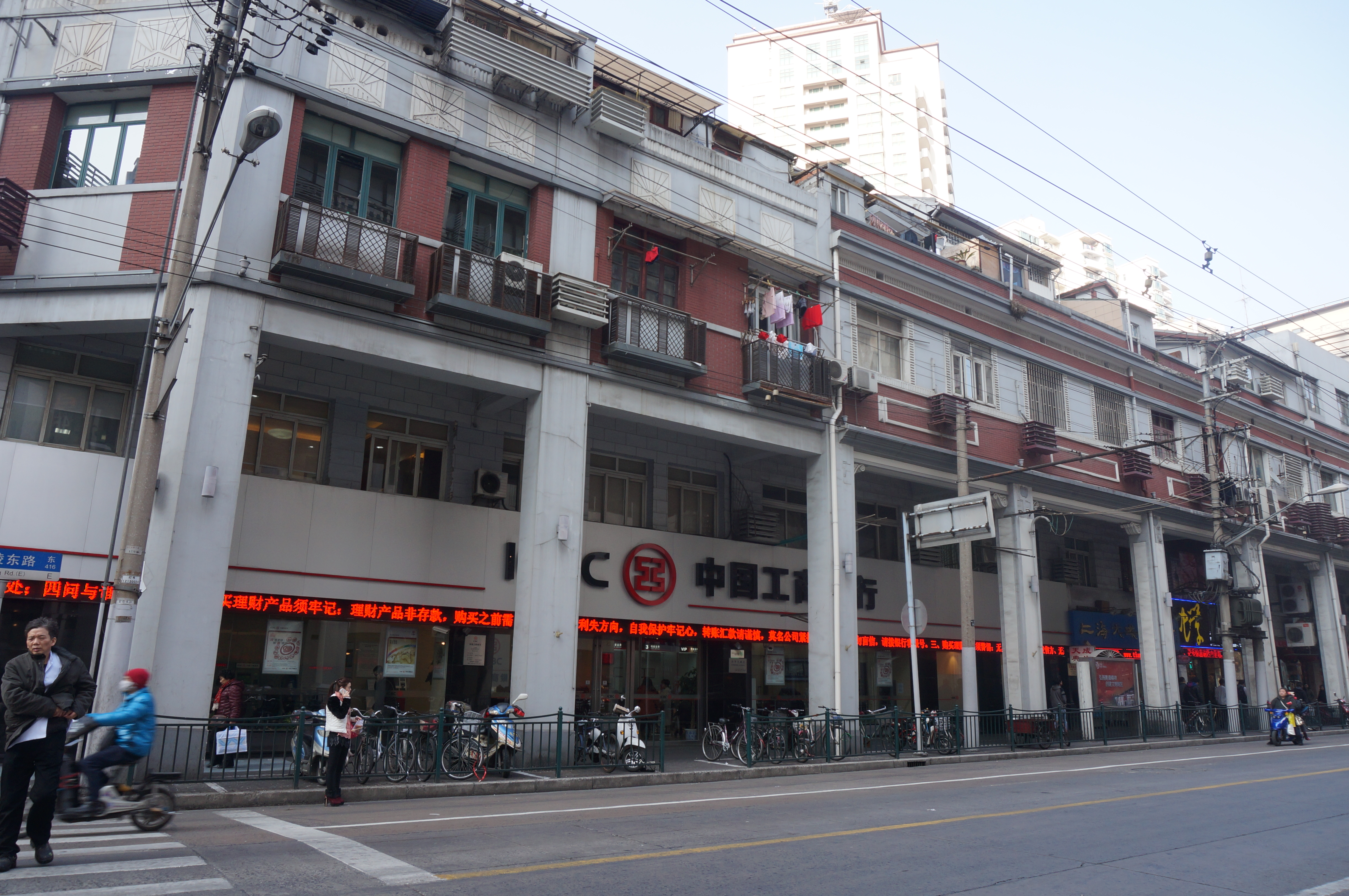
上海金陵東路にある騎楼

開港以降、広東籍商人が上海へ大量に移民した。広東人は太平天国の乱以前、上海の外来人口の最大多数を占めており、その多くは上海社会で中産階級以上の立場にあった。1930年代まで、上海の上流階級には広東人が多く存在した。広東人が多く事業を興したため、上海でも一定規模の騎楼が存在する。南京路の四大公司は基本的に1階部分に騎楼の様式が見られ、金陵東路沿いも騎楼建築で構成されている。

#### 海南省

##### 海口

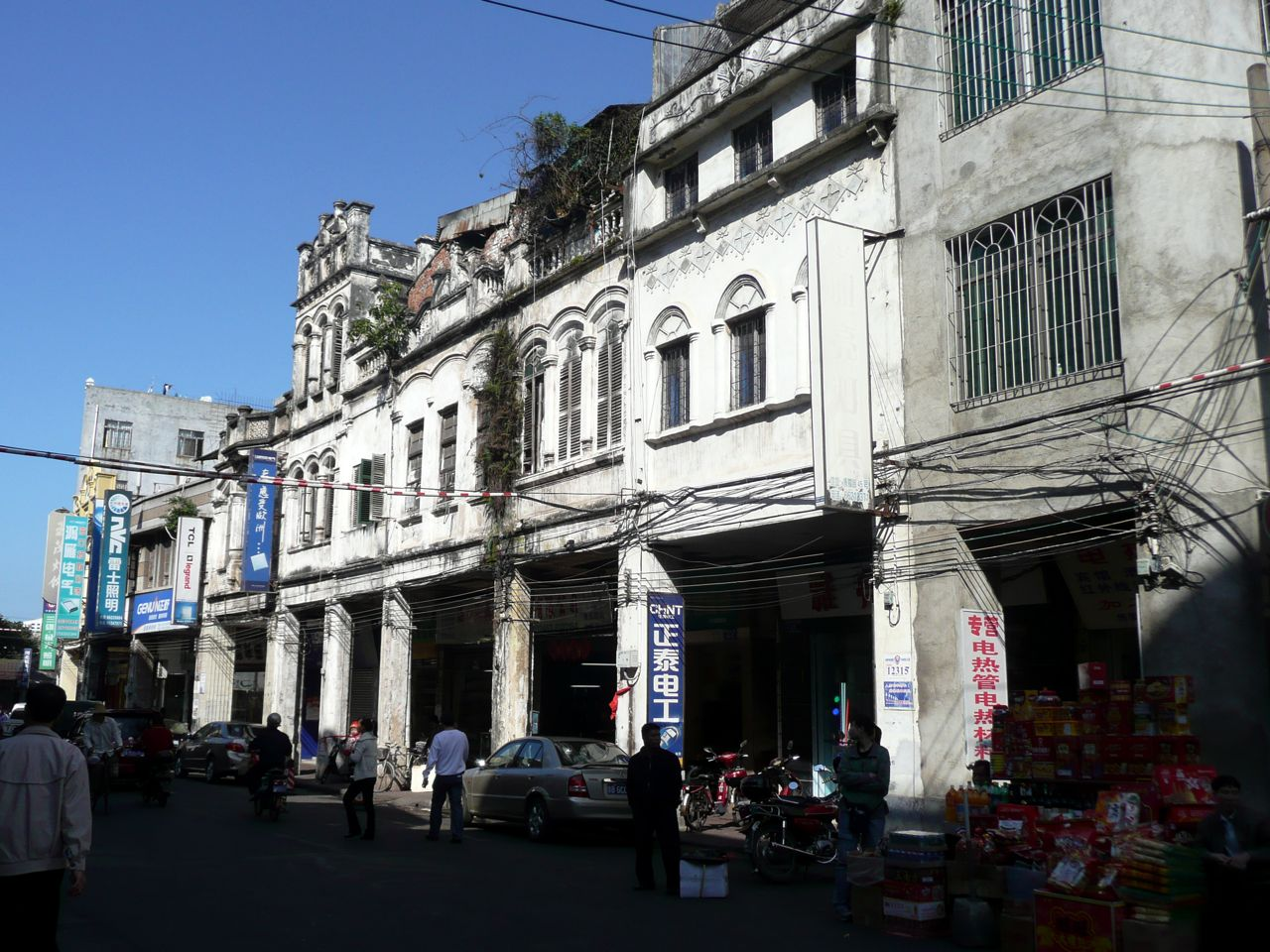
海口市の騎楼

海口市中山路、水巷口、解放路一帯は、中国歴史十大名街のひとつとされている。

#### 湖北省

##### 武漢
武漢市では、開港場であった漢口の中山大道東站路から黄興路に至る区画、北京路に至る区画、勝利街、保成路に騎楼建築が現存する。

### 香港・澳門

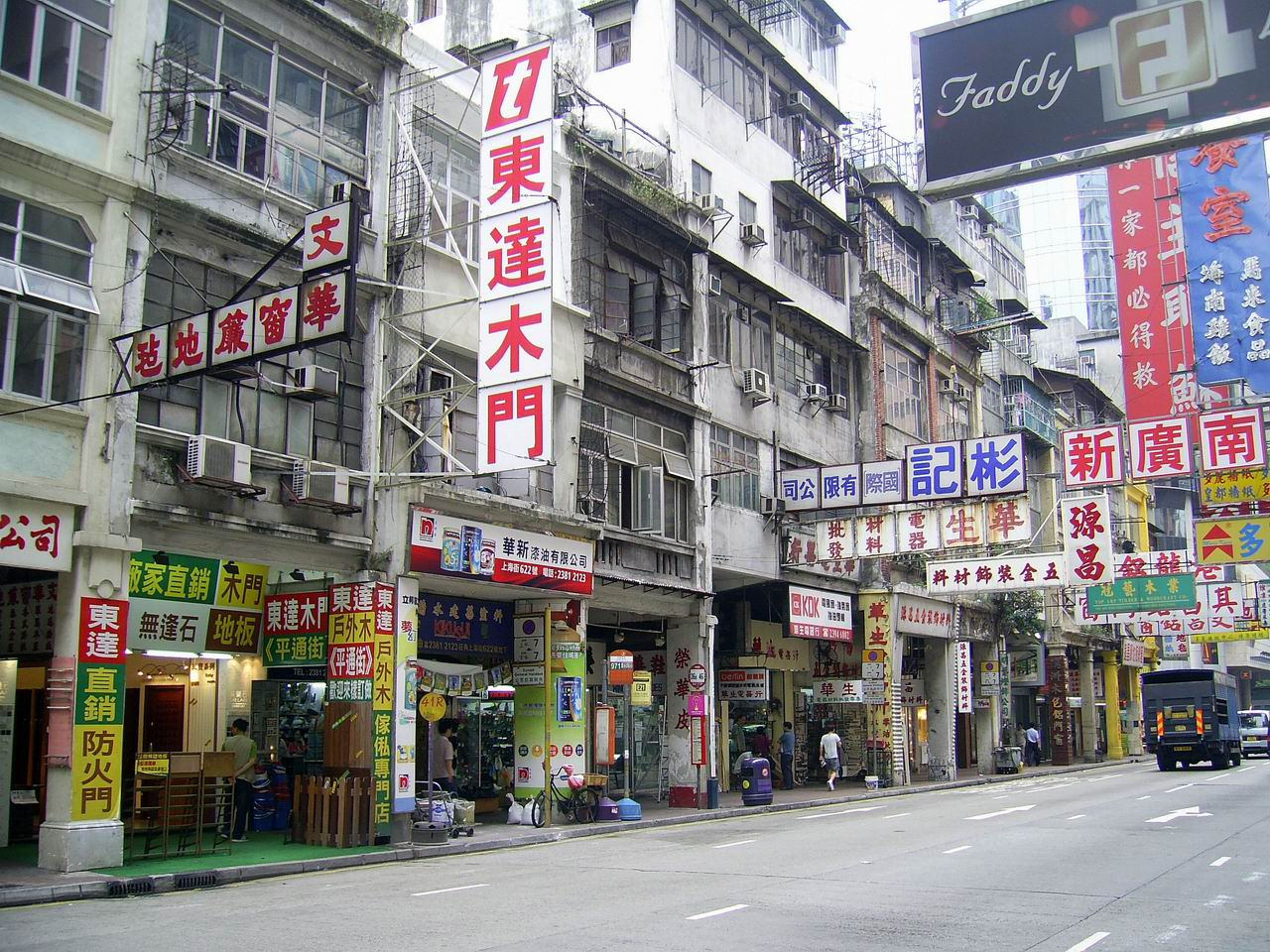
香港旺角上海街の戦前期騎楼

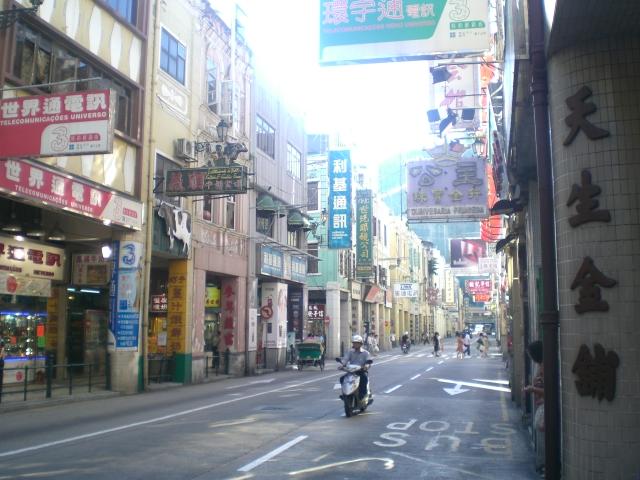
澳門新馬路の唐楼

香港は元は広東省宝安県に属し、初期から大量の広府人が移民したため、広州式騎楼建築がもたらされた。主には戦前期の唐楼、初期の公共屋邨、1980年代以前に落成した私人屋苑には騎楼の形式が見られるが、都市開発により非常に少なくなってきている。
澳門においては、新馬路の両側が騎楼で構成されている。

### 台湾

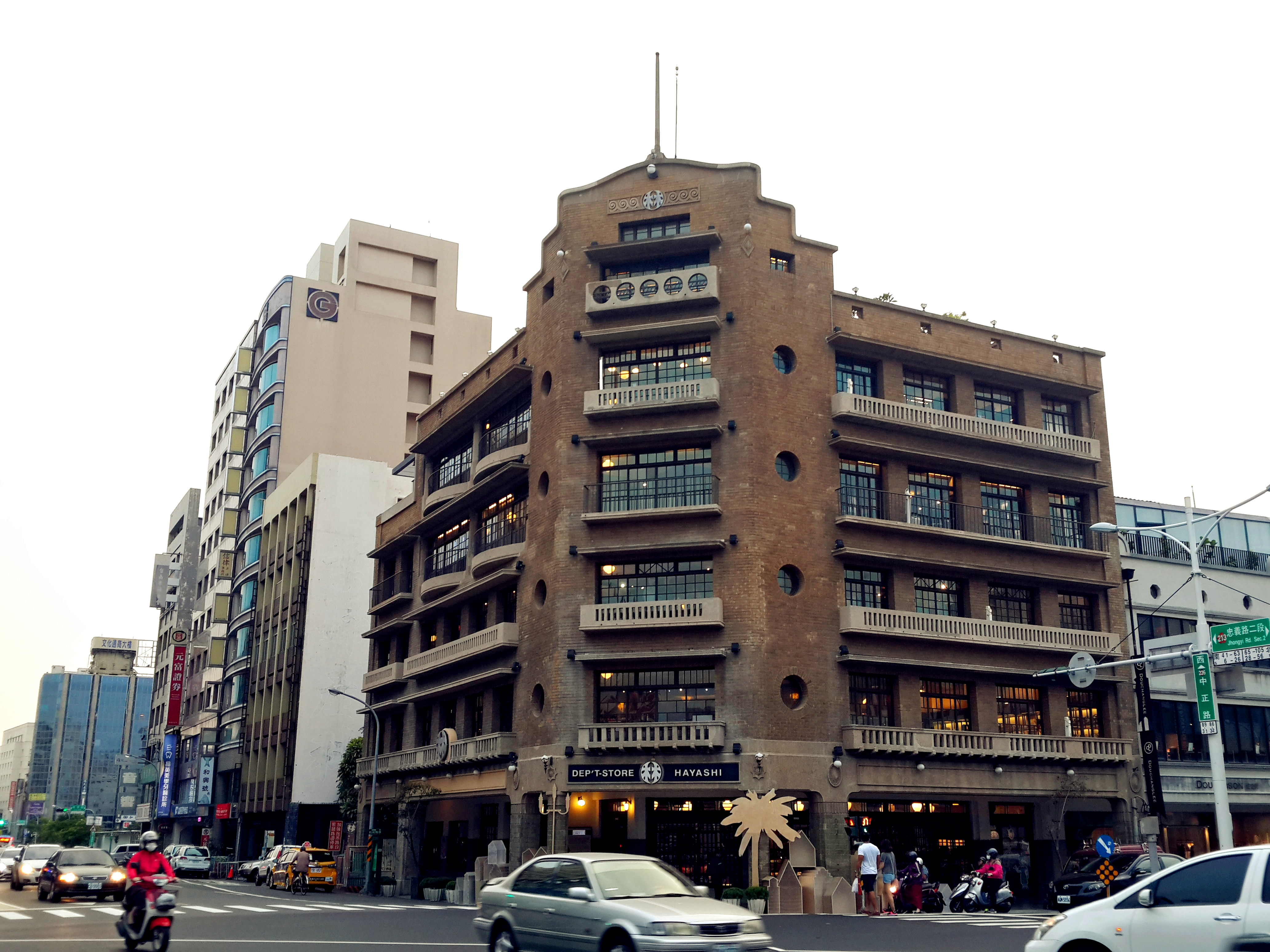
日本統治時代にも「軒下道路」（騎楼）が設置された；写真は1932年落成のハヤシ百貨店（台南市）

台湾においては、雨の多く日光の強い気候から、各市街地に広く騎楼が見られ、台湾語では「亭仔跤」や「亭仔腳」、客家語で「店亭下」と呼ばれている。日本統治時代の日本人もこの特徴を活かし、建築規則等では「亭仔腳」と呼称され、その下の歩道は「軒下道路」と呼ばれていた。現在、台湾では各自治体の建築自治法規で騎楼を設置することが規定されている。

### 東南アジア
マレーシアでは、騎楼は華人から五脚基と呼ばれた。これはイギリス植民地時代の法例により、回廊の幅が5ftと定められ、「Feet」を「脚」と訳したためである。シンガポールにも類似するショップハウス（店屋）が多くあり、中葡式建築と呼ばれている。

## 台湾における騎楼と無遮簷人行道
台湾においては、その所有権が公共・民間に関わらず、騎楼は歩道として公衆の通行に供されなければならない。そのため騎楼の下に屋台を設けて営業するといった、通行を障害する恐れのあることは行えない。また法令上、騎楼は公有の歩道を代替する存在としての正式な地位を持っており、内政部「市区道路及附属工程設計標準」第7条では、「道路には歩道を設けなければならない。ただし、道路幅12m以下かつ沿道に路面との高低差の無い騎楼または無遮簷人行道（庇の無い歩道）がある場合は、必要に応じて設置する」と規定している。
騎楼は私有財産であるが、建築規制が土地の所有権に対して、法定空地、建築用地か非建築用地か、交差点の建築角度、建ぺい率・容積率などの制限を課しているように、台湾の県や市の建築自治条例では、道路の両側の建築物には騎楼や無遮簷人行道を設けなければならないと定めている。つまり、騎楼を設けない限り、建物をセットバック（外壁後退、中国語: 退縮）させて、公衆の通行のために無遮簷人行道を確保しなければならない。これは1900年の「台湾家屋建築規則」まで遡ることができ、道路沿いの住宅には「亭仔脚（檐庇アル歩道）」を設けるよう規定されており、これが今日の騎楼である。騎楼の仕様について定めた昭和12（1937）年「台中州都市亭仔脚規則」では、都市計画区域内の幅7.1mを超える道路には、亭仔脚を設けるか、あるいは「無遮簷之步道」、すなわちセットバックの上で無遮簷人行道を設けることが定められている。
騎楼が住民によって占用されている状況は普遍的に見られるため、苗栗県などは騎楼を設けず一律にセットバックさせることで步道空間を設けるようにシンプルに規定してる。しかし、沿道の商家では法により無遮簷人行道とすべき用地を「顧客駐車場」、さらには有料駐車場として利用している事例も広く見られる。前者は「道路交通管理処罰条例」に違反し（道路の占用）、後者は「停車場法」に違反する。

### 中央および県市の法規
1. 「臺北市土地使用分区管制規則」（民国100年5月24日制定、現行條文同）は、第87条で「商業区内の幅員8m以上の道路に接する建築敷地は、その建築物に騎楼を設けなければならない」、第91条で「住宅区内の市政府の指定する道路では、騎楼を設けるか、あるいはセットバックにより幅員3.64mの無遮簷人行道を設けなければならない」と規定している。
2. 「新北市騎楼及無遮簷人行道設置標準」第2条：都市計画地域の建築敷地は、都市計画の内容に応じて騎楼または無遮簷人行道を設けなければならない。都市計画に前項の設置規定がなく、建築敷地が以下の条件に符合する場合は、道路境界線より3.52mセットバックしてこれを設ける：一、接する計画道路の幅員が、住宅区においては10m以上、商業区においては7m以上、市場用地においては7m以上あること。　二、市場用地以外の公共施設用地。
3. 「新竹市都市計画区騎楼設置標準」第2条：都市計画が実施される範囲で、以下の各項目に当てはまる建築敷地は、騎楼または無遮簷人行道を設けなければならない：一、接する都市計画道路の幅員が7m以上の商業区および公共施設用地。　二、接する都市計画道路の幅員が15m以上の住宅区および工業区。
4. 「苗栗県騎楼沿街歩道空間設置自治条例」第2条：都市計画実施地区では、幅員7m以上の計画道路に接する建築敷地は一律でセットバックの上、沿道の歩道空間を確保しなければならない。ただし、以下の状況についてはこの限りではない。　一、都市計画説明書に別の規定がある場合。　二、城郷新風貌規劃に配慮し、苗栗県政府（以下「本府」と略す）の許可がある場合。　三、用地面積が狭小で、台湾省畸零地使用規則第十条第一項の規定に符合しており、本府の許可がある場合。　四、用地が角地に所在し縦深が7.5m未満の場合。　五、2つの計画道路の間にある土地で、幅員7m以上計画道路に面した部分に騎楼がある場合。　六、都市計画用地のゾーニングによって直接分割された建築敷地で、奥行きが12m以下である場合。
5. 「台中市建築管理自治条例」第17条：都市計画内の幅員7m以上の計画道路、歩道、広場に面する建築敷地は、騎楼または無遮簷人行道を設けなければならない。
6. 「彰化県建築管理自治条例」第19条では、「都市騎楼、無遮簷人行道の設置および建築物のセットバック等の規定は以下の通りである：　一、都市計画実施地域の建築敷地は、都市計画またはその他法令によりすでに建築のセットバックが規定されている場合は、その規定によって再度騎楼または無遮簷人行道を設置する必要はない；建築のセットバックが規定されていない場合は、以下の各項目に従って騎楼または無遮簷人行道を設けなければならない。（一）商業区、住宅区で幅員7m以上の計画道路に面している場合、騎楼または無遮簷人行道を設けなければならない。 （二）その他の用途区域（農業区および保護区を除く）または公共設施用地で幅員7m以上の計画道路に面している場合、無遮簷人行道を設置して建築をセットバックしなければならない。ただし、工業区で法によって一般商業施設として許可を受け、かつ幅員10m以上の道路に面している場合は騎楼を設置してよい」と規定されている。第一項にて「都市計画またはその他法令によりすでに建築のセットバックが規定されている場合は、その規定によって再度騎楼または無遮簷人行道を設置する必要はない」としている点から、「セットバック」は騎楼または無遮簷人行道に代わるものとされており、それゆえセットバックにより生じた空間は歩行者通行に供せられるものであり、屋主は土地所有権によってこの空間を盆栽や駐車などで占用することを主張することはできない。
7. 「高雄市建築管理自治条例」第15条では、「原高雄市の管轄区域内において、幅員8メートル以上の計画道路に隣接する建築敷地については、都市計画または都市設計法令に別段の規定がある場合を除き、次の規定に従わなければならない：一、商業区および住宅区に位置する場合、建築の際、3.9m以上の法定騎楼地または退縮騎楼地を設けなければならない。　二、前号以外に位置する場合、建築の際は建物を3.9m以上セットバックしなければならない。（第2項）前項第1号に規定する住宅区において、以下のいずれかに該当する場合は、建物を3.9m以上セットバックしなければならない。ただし、街区全体の景観に配慮し、主管機関の現地調査によりその必要性が認められた場合は、この限りではない：一、中華民国88年（1999年）12月15日以降に建築許可申請が受理された再開発区域、区画整理区域、または第33期、第40期、第47期、第53期、第55期の再開発区域に含まれる建築物。二、建築技術規則に定められる高層建築物、または都市計画に基づく総合設計を実施した建築物。   前項第1号に規定する退縮地の地上階においては、建築線から30cm以上退縮させた上で、塀または駐車スペースを設置することができる」と規定する。第18条では、「原高雄県の管轄区域内における建築敷地については、都市計画または都市設計に関する法令に別段の規定がある場合を除き、次のいずれかに該当する場合には、建築時に3.9メートルの法定騎楼地または退縮騎楼地を設けなければならない：一、商業区または市場用地であり、幅員7m以上の計画道路に面している場合。二、住宅地域であり、幅員15m以上の計画道路に面している場合」とする。
民国98年の第9条「前条の建築基地，建築敷地が次の地域に位置する場合、都市計画および都市設計に別段の規定がある場合を除き、建築時に3.9mの法定騎楼地または無遮簷之人行道を設けなければならない：一、商業区。二、市場用地または駐車場用地。三、住宅区。 前項の建築敷地が住宅地域に位置し、次のいずれかに該当する場合は、前条の規定に従って処理しなければならない。ただし、街区全体の景観に配慮し、主管建築機関の現地調査によりその必要性が認められた場合は、この限りではない：一、民国88年（1999年）12月15日以降に建築許可申請が受理された再開発区域または区画整理区域。 二、建築技術規則に定められる高層建築物、または都市計画に基づく総合設計を実施した建築物。   前項第1号に規定する退縮地の地上階においては、建築線から30cm退縮させた上で、塀または駐車スペースを設置することができる。」と比較すると、高雄市における法規は、年々多くの例外規定を設けていっていることがわかる。第15条第2項の但書は、高雄市政府が民国88年（1999年）12月15日以降に法規上設けた重大な抜け穴であり、すべての建築物に対して騎楼を設置またはセットバックの上での歩道整備を行い、歩行者の通行に供する義務を一律に免除するものである。また、「建築線から30cmセットバックさせた上で、塀または駐車スペースを設置することができる」との規定は、歩行者通行のための騎楼制度の精神を事実上廃止するものであるといえる。
8. 「南投県建築管理自治条例」第14条にて「計画道路に面する建築敷地における騎楼、庇廊（アーケード）または無遮簷之人行道の設置については、都市計画説明書に別段の規定がある場合を除き、以下の基準に従わなければならない：一、商業区および市場用地の幅員7m以上の計画道路に面する建築敷地においては、騎楼、庇廊または無遮簷之人行道を一律に設置しなければならない。ただし、その他の用途地域または用地については、本府が全体的な景観を考慮し、必要に応じて別途規定を設けることができる。二、騎楼の幅員は、建築線から起算して4メートルとする。ただし、日月潭特定区においては、2メートルかつ柱の設置を伴わないものとする。三、騎楼の有効高さは、3メートル以上としなければならない。ただし、アーチ状の構造物がある場合、その起拱点の有効高さは2メートル以上でなければならない……」と規定する。「ただし、その他の用途地域または用地については、本府が全体的な景観を考慮し、必要に応じて別途規定を設けることができる」は、商業地域および市場用地以外の地域において、県政府が別途特別規定を公告しない限り、引き続き騎楼を設置する必要があるということを意味する。
9. 内政部（全国適用）建築技術規則第28条：「商業区の法定騎楼、または住宅区で幅員15m以上の道路に面する法定騎楼が占める面積は、敷地面積および建築面積に算入しないものとする。建築敷地においてセットバックした騎楼地の未建築部分は、法定空地に算入するものとする。」
10. 桃園市が昇格する以前、「桃園県建築管理自治条例」第14条では「計画道路に面する建築敷地における騎楼または無遮簷之人行道の設置については、本府が別途都市計画騎楼設置基準を定めるものとする。ただし、都市計画説明書に別段の規定がある場合は、その規定に従う」と規定しており、別途「桃園県都市計画区騎楼設置基準」が存在していた。民国103（2014）年に桃園県が直轄市に昇格した後、「桃園県建築管理自治条例」は「桃園市建築管理自治条例」に改められた。しかし、「桃園県都市計画区騎楼設置基準」については、民国103（2014）年12月25日の桃園市政府公告により適用が継続されていた。その後、民国106（2017）年3月3日の桃園市政府公告（府法制字第1060042534号）により、民国105（2016）年12月25日をもって適用継続が廃止された。これにより、「新築案件における騎楼はすべて消失した。大規模敷地を有する建設会社の建築案件であれ、個人の住宅改築であれ、騎楼は一切設置されなくなった」、「これは、建設会社や特定の利害関係者に便宜を図り、歩行者の安全を無視するものである」と批判されている[13]。ただし、各都市計画区域における「土地使用管制要点」では、「計画区域内の各土地用途地において、計画道路に面する場合は、幅員が15m未満の場合少なくとも3.5mセットバックして、幅員が15m以上の場合少なくとも4mセットバックして建築することとする。公共施設および公益事業用地については、すべて4m以上セットバックして建築しなければならない。ただし、敷地の状況が特殊な場合は、桃園市都市計画区域における敷地状況が特殊な場合のセットバック処理の原則に従って処理するものとする。前項のセットバック部分は法定空地に算入することができるが、自動車駐車場や塀を設置することはできない。また、セットバック部分には、道路境界線から少なくとも1.5m幅の植栽緑化を行わなければならず、優先的に高木を植えるものとし、その他の部分には歩行者用歩道を設置するものとする」との規定が設けられている。したがって、セットバックした空間には自動車を駐車したり、塀を設置することはできず、歩道を設置する義務があると解される。言い換えれば、建築物には「無遮簷人行道」を設置する義務が引き続き課されている。違反使用の形態は、よく見られる「騎楼空間での違法建築や違法駐車」から、「セットバック地の違法建築や違法駐車」に変化したと言える。
11. 「道路交通管理処罰条例」第3条では、「本条例における用語の定義は次の通りとする：一、道路：幹線道路、街道、路地、広場、騎楼、廊下、またはその他の公衆が通行するための場所を指す。（……）三、人行道：歩行者専用の騎楼、廊下、または歩行者が歩行するために設けられた地面道路を指し、歩行者用の橋や地下道を含む」と規定する。これにより、道路交通管理処罰条例における違反道路および違反歩道に関する罰則は、騎楼にも適用されることとなる。言い換えれば、騎楼には自動車を駐車してはならず、通行を妨げる物品の堆積を禁止し、許可なく露店を設置してはならず、また作業場所として使用してはならない。これらの違反者は警察によって摘発され、罰金が科され、違法物品の撤去が行われる。

### 法定騎楼と私設騎楼
騎楼には「法定騎楼」と「私設騎楼」の区別がある。建築規則や自治法規に基づき設置が義務付けられている騎楼は、全て法定騎楼（法的に必須に設置しなければならない騎楼）である。「法定騎楼」という言葉は、「建築技術規則 建築設計施工編」第28条に登場する：「商業区の法定騎楼、または住宅区で幅員15m以上の道路に面する法定騎楼が占める面積は、敷地面積および建築面積に算入しない。建築敷地においてセットバックした騎楼地の未建築部分は法定空地に算入する」。各地方政府の建築自治規則に基づいて設置が義務付けられている騎楼（例えば、台中市の住宅区で幅員7m以上の道路に面する場合は騎楼を設置しなければならない）も広義の「法定騎楼」に含まれる。私設騎楼は、法規で設置が要求されていないが、所有者が自発的に設置したものである。例えば、道路が幅員6mで法規では騎楼を設置する義務がないが、所有者が任意で騎楼を設置した場合や、台北市の住宅区において市政府が騎楼設置規定を設けていない道路に設置された騎楼が該当する。
「法定騎楼」と「私設騎楼」の区別は、道路交通管理処罰条例の適用に関して決定的な要素ではない。法定騎楼は公衆の通行を必ず提供しなければならず、私設騎楼であっても公衆の通行に供する性質を有する場合、所有者は占用することができない。交通部が民国110（2021）年10月6日付で発出した交路字第1100028537号函文では、「……第3号の『専ら歩行者の通行に供する騎楼』は、歩行者通行を目的とする性質を有するか否かを基準に認定されるものであり、法定騎楼、私設騎楼、または単に形式的に騎楼の形状を有するものであるかを区別するものではない」と説明している（新北地方法院行政訴訟判決110年度交更一字第14号）。これによれば、例えば幅員5mの道路両側に騎楼が設置されている場合、それは私設騎楼に該当するが、建築の目的が人々の通行を意図するものである場合、それは道路交通管理処罰条例における歩道に該当するものとされる。
さらに、台湾では日本統治時代から、建築物には騎楼を設けて公衆の通行に供する規定が存在していた。日本統治時代の1896年には、騎楼に物品を堆積して通行を妨げることを禁止する規定が定められており、1900年施行の「台湾家屋建造規則」において、道路両側に騎楼を設置することが義務付けられていた。また、昭和11年（1936年）8月27日に台湾総督府が公布した「台湾都市計画令」では、建築物に亭仔脚（騎楼）を設置することについて明確に規定されている（第33条「都市計画区域内ニ於ケル道路ニシテ行政官庁ノ指定スルモノニ沿ヒテ建築物ヲ建築スル者ハ台湾総督ノ定ムル所ニ依リ亭仔脚又ハ之ニ準ズル設備ヲ設クベシ」）。1933年の改正「台湾家屋建築規則施行細則」第1条第2項には、「歩道および歩道上の建築物の坪数は、前項にいう敷地坪数および建物坪数には算入しない」との規定が追加され、これは、今日における「騎楼の建蔽率および容積率の優遇措置」の初期の法源とされる（陳振福，從財產權觀點分析騎樓管制問題，立德管理學院地區發展管理研究所碩士論文，9頁）。したがって、台湾の日治時代に制定された都市計画区域内の建築物の騎楼は、すべて当時の法令に基づき設置され、公衆の通行に供する法定騎楼とみなされる。

### 未建築空地の騎楼地（無遮簷人行道）
騎楼または無遮簷人行道に関する規定は、主に建築法規に定められている。未建築の空地であっても、騎楼または無遮簷人行道を設置すべき空地については、建築法に基づき塀を設置して囲うことはできない（建築法第7条によれば、塀は「雑項工作物」に分類され、その設置には建築許可が必要とされる。；建築法第28条では、「雑項工作物」も「建築物」に含まれる；建築法第4条）。
騎楼地（無遮簷人行道）については、塀を設置することができず、その設置申請も許可されるべきではない。塀を設置する場合は、騎楼地の範囲をセットバックした後に行わなければならない。したがって、空地上における法規で要求される騎楼地（無遮簷人行道）の範囲については、原則として空けておき、歩行者の通行に供される必要がある。また道路の性質を有するものとみなされるため、警察は道路交通管理処罰条例に基づき違法駐車を取り締まるべきである。
ただし、高雄地方法院107年度交字第337号行政判決では以下のように判示されている：「客観的には、原告が許可された図面に基づき騎楼退縮地として計画された場所に車両を駐車していた事実を認定できる。（三）しかしながら、原告の違反における主観的要件については、当該場所が原許可図面に基づき騎楼退縮地として設けられておきながらも、当該地は駐車場として使用されており、原告の駐車位置は建築物が存在しない広大な駐車場の外縁である。原告が駐車した場所を騎楼退縮地であり、歩行者通行のための道路であると予見できたかどうかについては合理的な疑いがある。さらに、原告は民国106（2017）年5月9日および同年5月26日に、同じ場所で他人による違法駐車を理由に計9件の告発を行ったが、告発を受けた機関はいずれも『当該地点は道路範囲に該当せず（私有地）、告発には争いがあるため処理できない』と回答している。また、原告は民国106年4月6日に同じ場所で違法駐車により摘発されたが、その後、告発を受けた機関は『当該地は道路範囲に該当せず（私有地）、警察の摘発には明らかな瑕疵がある』としてこれを自ら撤回する旨の通知を行っている。これらの経緯から、原告は告発機関からの情報に基づき、当該地での駐車が可能であると主観的に信じていたとみなされる。したがって、原告には違法駐車に関する故意または過失がないと認定される」。すなわち、騎楼地として計画された空地における駐車は、客観的には違法行為を構成するが、当該事案においては、違反者が警察から明確に告知を受けていたとの経緯があるため、裁判所は違反者に故意または過失がないと認定したものである。

### 騎楼間の高低差とその修正
騎楼は、それぞれの建築物が建設時に個別の建築自治法規に基づいて設置されたものである。建築法第43条第2項では「建築物に騎楼が設置されている場合、その地平面は隣接する騎楼の地平面と高低差があってはならない」と規定されているものの、政府の執行が徹底されていないため、隣接する建築物の騎楼地面がそれぞれ異なる高さとなる場合がある。特に、故意に騎楼の地平面を高くする事例が見受けられ、これにより歩行者が騎楼を通行する際に不便を感じるだけでなく、障碍者にとってはさらに深刻な問題となる。台湾「市区道路条例」第9条では、騎楼は高低差があってはならず、違反がある場合には各地の主管機関が騎楼の所有者に対して改善を命じるものとし、改善が行われない場合には改善が完了する罰金を科すし続けると規定されている。しかし、実務においては政府が公金を用いて騎楼を整備し、紛争を回避するために事前に騎楼所有者の同意を得るケースもあり、さらには「事案が住民の同意権に関わる」との説明がされる場合もある。ただし、市区道路条例第9条の規定は、政府に対して騎楼の高低差を統一的に修正する権限を付与しており、個別に地主の同意を得る必要はないと解釈される。また、仮に地主の同意が必要な場合でも、政府が第9条に基づき地主の同意を求めた際に地主が同意しないことは、民法第148条に規定される「権利の行使は公共の利益に反してはならず、また他人を害することを主な目的としてはならない」との条文に違反するため、地主が同意を拒否することは許されないと解される。

### 騎楼占用（路障）
騎楼空間に物品が堆積される、露店が設置される、自動車が駐車されるといった状況は極めて一般的であるが、これらは警察機関が道路交通管理処罰条例に基づき処理すべき事案である。しかし、騎楼が地主によって占用され、駐車や露店の設置が行われることは、道路交通管理処罰条例に違反するにもかかわらず、台湾では依然として頻繁に発生している。このような状況により、観光客が減少傾向にあり、その理由として「快適に歩きながら街を散策できないこと」、特に「騎楼での商品販売が観光客に不快感を与えること」が挙げられる。しかしながら、警察がこれらの違反行為を積極的に取り締まることは少ない。台中市では、警察官が騎楼での違法駐車を自主的に取り締まった結果、議員からの圧力を受けて異動処分を受けた事例がある。尤も、この警察官が深夜に連続して違反切符を発行したことについては、精神面での問題の有無も議論されるべきであるとの指摘もある。住民が「110番通報」を行うと、警察は現場に赴き、まずは勧告を行い、それでも改善されない場合には罰金を科すことができる。また、地主が違反により罰金を科された後、行政訴訟を提起したものの敗訴した事例もある。

### 騎施工中の騎楼
建築物の施工中であっても、速やかに騎楼を開放し通行を確保することが求められる。各県市の関連法規は以下の通り：
--臺北市建築物施工中妨礙交通及公共安全改善方案：
「十、（騎楼の開放）：建築物は法定騎楼または指定された私設騎楼を設置すべき施工場所において、騎楼地面は、前方歩道の地面と平坦に保たなければならない。また、2階床板のコンクリート打設後1カ月以内に騎楼地を開放し、騎楼の内側に柵を設置し、いかなる物品も配置せず、公衆の通行に供すること。特殊な事情がある場合は、事前に本府工務局建築管理処の許可を得た上で延長することができる。停工が3カ月以上に及ぶ工事現場については、第七点に準じて騎楼を開放し、公衆の通行を確保するものとする」
--新北市政府建築工程施工管理要点：
「十四、 建築物に法定騎楼を設置すべき施工場所においては、騎楼地面について、特別な許可を受けた場合を除き、隣接する騎楼地および前方歩道の地面と平坦に保たなければならない。また、2階の床板コンクリート打設後1カ月以内に騎楼を開放し、騎楼の内側に柵を設置して公衆の通行に供するものとする。ただし、隣接地の騎楼が未開放である場合、または特殊な事情があり主管建築機関が延長を許可した場合は、この限りではない。」
--臺中市建築物施工管制辦法（民国101年05月07日廃止、同日公布された「臺中市建築管理自治条例」および新しい「臺中市建築物施工管制辦法」にこの規定は存在しない）：
「第八条　法定騎楼の施工においては、隣接する騎楼地および前方歩道の地面と平坦に保たなければならない。また、騎楼の天井のコンクリート打設後2カ月以内に騎楼を開放し、騎楼の内側に柵を設置して公衆の通行に供するものとする。ただし、特殊な工事の場合には、本府都市発展処の許可を得て延長することができる。」
--嘉義市建築物施工中管制要点：
「十、（騎楼の開放）     建築物は法定騎楼を設置すべき施工場所において、騎楼地面は、特別な許可を受けた場合を除き、隣接する騎楼地および前方歩道の地面と平坦に保たなければならない。また、2階の床板コンクリート打設後1カ月以内に騎楼を開放し、騎楼の内側に柵を設置して公衆の通行に供するものとする。ただし、隣接地の騎楼が未開放の場合は、この限りではない。」
--臺南市建築物施工中管制要点：
「十一、建築物は法定騎楼を設置すべき施工場所において、騎楼地面は、特別な許可を受けた場合を除き、隣接する騎楼地および前方歩道の地面と平坦に保たなければならない。また、2階の床板または騎楼直上のコンクリート打設後1カ月以内に騎楼を接続し、騎楼の内側に柵を設置して公衆の通行に供するものとする。ただし、隣接地の騎楼が未接続の場合は、この限りではない。」
--高雄市建築施工注意事項：
「2階の天井板が完成してから1カ月以内に、騎楼地または歩道の通行を確保し、引き続き塞ぐことは許されない。ただし、臨時通路が設置されている場合はこの限りではない。臨時通路の有効幅員は少なくとも1.30m、有効高さは少なくとも2.40mとし、使用材料は鋼材、木材、または金属材料で、これらの材料は堅固で安全かつ美観を備えていなければならない。天板は厚さ1.5mm以上の鋼板を用い、天板の側縁には幅20cm以上の封板を設置して物品の落下を防止するものとする」

### 騎楼上の駐車
道路交通管理処罰条例では、騎楼を歩道として規定しており、これに基づき駐車を禁止している。ただし、立法委員の葉宜津が提案した第90条の3の改正案により、「ラウンドアバウト、歩道、交差点から10m以内において、公路主管機関、市区道路主管機関または警察機関は、歩行者の通行を妨げず、また車両の安全な通行に支障がないことを原則として、必要な標識または標線を設置し、オートバイや軽車両の駐車場所を別途規定することができる」との条文が追加された。これにより、地方政府は騎楼内においてオートバイや軽車両の駐車を許可する旨を公告することが可能となった。
騎楼地は私人の所有に属しており、道路交通管理処罰条例によって市政府に騎楼でのオートバイの駐車を許可する権限が与えられているものの、騎楼地の所有者には、騎楼を占用せず、他者が通行できるように空けておく義務はあっても、騎楼地をオートバイの駐車のために提供する義務はない。言い換えれば、通行を提供することと駐車スペースを提供することは、所有権に対する制限（侵害）の度合いが異なる。騎楼地の所有者には、通行を提供する義務はあるが、駐車を提供する義務はない。道路交通管理処罰条例が騎楼地主に通行の提供を要求することは憲法に適合しているが、さらに駐車スペースの提供を要求することは違憲である可能性がある。したがって、私有の騎楼地には公衆に駐車を提供する義務はなく、市政府が騎楼内でのオートバイ駐車を許可する公告を行うことの意味は、騎楼でのオートバイ駐車が道路交通管理処罰条例に違反しないということに過ぎず、これによって騎楼所有者の所有権に対抗することはできない。

### 騎楼における違法建築（鉄捲門など）
騎楼を囲い、隔板や鉄捲門（鉄の巻き戸）を設置して囲うことは、建築法において違法建築と見なされ、各県市の建築管理機関に対して違法建築として通報し、政府によって撤去されるべきである。しかし、道路（騎楼＝歩道）を占有しているため、同時に道路交通管理処罰条例にも違反しており、警察も取締りを行うことができる。台湾では、よく見られる透天厝（戸建て）に騎楼がなく、代わりに庭がある場合があるが、この庭の囲いが実際には無遮簷人行道としてセットバックすべき場所に建設された違法建築であり、撤去が必要である。公務員が違法建築に対して法に従って報告せず、撤去しない場合、貪汚治罪条例に違反することになる（最高法院刑事大法庭109年度大上3214号裁定）。同様に、警察が騎楼を占用している場合に取締りを行わないことも、貪汚治罪條例に違反する。しかし、台湾には多くの違法建築が存在し、その撤去には台中市では40年、新北市では17年の待機期間を要する。内政部の「違章建築処理辦法」第11条の1によると、地方政府は騎楼における違法建築について「撤去計画を立て、期限を定めて撤去を実施すべき」と規定しており、違法建築を報告した後には、必ず期限を設定し、強制的に撤去することが求められる。したがって、各地方政府が騎楼における違法建築に対して「順番に撤去する」としている場合は、実際には違法行政となる。
台湾の騎楼政策は、地主が本来建設できない空間を提供し、これを公衆通行のための通路として活用することで、地主が他の建物よりも高い建蔽率を得て、室内使用空間を増加させるというものである。このwin-winの政策（屋主は室内空間を増加させ、政府は土地を収用せずに人行道を建設できる）は、政府が適切に管理せず、住民による占用が普遍的に行われた結果、現在ではlose-loseの状況（屋主は利益を享受する一方で、一般市民は人行道を利用できない状況となっている）に至っている。政府は騎楼に対して地価税の優遇措置を提供しているが、騎楼はしばしば不当に占用され、公共利益に悪影響を与えている。建設業者や住民は、建物を規定に基づいて設計し、建築許可を取得し、建物が完成した後に使用許可を得ることで、法に基づいて建物を使用する権利が与えられる。したがって、建設業者や住民は法令に基づいて建物を使用する義務があり、騎楼の法令規定も明確である。騎楼は公衆の通行に供するために設計されており、建物の設計において騎楼の幅がどれだけ広いかに関わらず、建設業者や住民はその幅を公衆通行のために供さねばならない。この点については、中央の法規が明確に規定しており、透明性をもって開放されているため、国民はこれを確認し遵守することができる。不動産の売買が何度手を渡しても、権利と義務は引き継がれる。しかし、「市民は部屋として使用する空間を増やすために自宅の騎楼を壁で囲い、鉄門を取り付ける。または騎楼空間に露天を設置して営業し、営業に不可欠な用具を置くことがよくある。このような行為は、公共の通行を妨げるため、道路交通管理処罰条例に基づいて罰せられるのみならず、公共通行の減免の原則に合致しなくなったため、住宅税や地価税の減免を受けることはできない」。
騎楼の占用が歩行者の通行を妨げ、歩行者が道路に出て車両同じ道歩くことを余儀なくされると、特にベビーカーや車椅子を使用している者に対して危険をもたらす（交通事故のリスクを高める）ことが指摘されており、これはこれは台湾刑法第185条に基づく刑事犯罪に該当する可能性がある。しかし台湾では、騎楼の占用による通行妨害の検挙はしばしば議論を呼ぶことがある。屋主が自分のオートバイを駐車し私物を置いている場合、もし歩行者の通行に困難を引き起こさない場合でも、個人的な恨みや報復として通報が行われることがある。

### 沿街步道式開放空間
騎楼とセットバックして設けられた「無遮簷人行道」は、法律上においてその意味が同一である。また、無遮簷人行道に類似するものとして、沿街歩道式開放空間がある。この沿街歩道式開放空間については、建築技術規則建築設計施工編第283条において「本章における開放空間とは、建築敷地内において規定に従って一定規模で設けられ、道路と連結して通行または休憩のために供される以下の空間を指す：一、沿街歩道式開放空間……二、広場式開放空間……」と規定されている。
「沿街歩道式開放空間」が無遮簷人行道と同様、道路交通管理処罰条例が適用されるかどうかについては、かつて様々な見解が存在していた。交通部は公文において、個別事例ごとに政府が判断すべきであるとの立場を示している。交通部民国100（2011）年4月28日付の交路字第1000026642号函では、「『沿街歩道式開放空間』が上記規定に基づいて管理に含まれるかどうかは事実認定の問題であり、貴府の権限により認定され、処理されるべきである。もし『道路』の範囲に含まれる場合、公衆の通行に供されるべきであることに加え、貴府管轄の道路主管機関がその交通管制施設および交通執法に関する事項を確認し、現行の交通法規に基づいて管理することが望ましい」としている。
しかし、民国100（2011）年4月29日の高雄高等法院判例では、「沿街歩道式開放空間」が「一般社会通念上、道路に連絡する歩道として公衆の通行に供されているものであって、車両通行に供されている道路とは異なる」と認識できる場合、これを「歩行者の通行に供される沿街歩道式開放空間」として認定することができるとした。しかるに「高雄85層大楼の隣接空地は、歩行者の通行に供される開放空間であるため、これは道路交通管理処罰条例に基づく歩道に該当する。また、当該場所の所有権については私人に帰属するが、高雄85層大楼の建築物は容積規制を受けており、公開空間を提供することにより、新光路または自強路に接続する歩道を公衆の使用に供することで建物の高さを増加させ、追加の床面積を得ることができる……したがって、当該土地の所有者は、当該場所を公衆の通行に供し、これを高雄市政府が管理することに同意していると認定される。このため、当該土地が私有であるという事実にかかわらず、道路交通管理処罰条例に基づく歩道として認定される」とした。たとえその空地に「盆栽が置かれ、タクシーが客待ちに並んでいる」状態であり、「歩道」や「一時駐停車禁止」といった標示が設置されていなくても、警察は違法駐車を取り締まることができる。各県市政府では、明確に公告を行っている場合がある。例えば、桃園県政府は民国101（2012）年5月18日付府土工字第10101236821号公告において、「公告事項：建築敷地において、建築技術規則に基づき設置された『沿街歩道式開放空間』および本県の各都市計画土地使用分区管制要点に基づき設置された『退縮空間』は、『道路交通管理処罰条例』第3条第1項第1号における『その他公衆の通行に供される場所』に該当し、『道路』として管理される」としている。
法律の解釈は裁判所の職権であり、その解釈の効力は行政機関（交通部）の解釈よりも上位に位置する。したがって、このビルの「沿街歩道式開放空間」は騎楼または無遮簷人行道と同等の地位を持つ歩道であり、たとえ駐車禁止の告示板が設置されていなくても、道路交通管理処罰条例が適用され、警察は違法駐車を取り締まらければならない。
「苗栗県騎楼沿街歩道空間設置自治条例」では「沿街歩道空間」という用語が使用されており、その意味は「無遮簷人行道」と同一である。この条例第2条では、「都市計画区域において、幅員7m以上の計画道路に面する建築敷地は、一律に建物をセットバックさせ、沿街歩道空間を確保しなければならない。ただし、以下の事例ではこの限りでない：……五、二つの計画道路間にある敷地が、幅員7m以上の計画道路に面し、既に一部に騎楼が設置されている場合」と規定している。